# Segunda División 1984-1985 (Spagna)
L'edizione 1984-85 della Segunda División fu il cinquantaquattresimo campionato di calcio spagnolo di seconda divisione. Il campionato vide la partecipazione di 20 squadre raggruppate in un unico gruppo. Le prime tre della classifica furono promosse in Primera División mentre le ultime quattro furono retrocesse in Segunda División B.

## Classifica finale
|  |     | Classifica 1984-85  | Pt | G  | V  | N  | P  | GF | GS | DR  |
|  | --- | ------------------- | -- | -- | -- | -- | -- | -- | -- | --- |
|  | 1.  | Las Palmas          | 55 | 38 | 22 | 11 | 5  | 56 | 37 | +19 |
|  | 2.  | Cadice              | 49 | 38 | 18 | 13 | 7  | 59 | 28 | +31 |
|  | 3.  | Celta Vigo          | 48 | 38 | 20 | 8  | 10 | 63 | 40 | +23 |
|  | 4.  | Sabadell            | 42 | 38 | 15 | 12 | 11 | 49 | 43 | +6  |
|  | 5.  | Maiorca             | 40 | 38 | 15 | 10 | 13 | 46 | 39 | +7  |
|  | 6.  | CD Logroñés         | 40 | 38 | 18 | 4  | 16 | 51 | 46 | +5  |
|  | 7.  | Castilla            | 40 | 38 | 14 | 12 | 12 | 49 | 48 | +1  |
|  | 8.  | Cartagena FC        | 37 | 38 | 12 | 13 | 13 | 41 | 37 | +4  |
|  | 9.  | Barcellona Atlètic  | 37 | 38 | 13 | 11 | 14 | 36 | 42 | -6  |
|  | 10. | Tenerife            | 36 | 38 | 12 | 12 | 14 | 48 | 43 | +5  |
|  | 11. | Castellón           | 36 | 38 | 14 | 8  | 16 | 51 | 51 | 0   |
|  | 12. | Recreativo Huelva   | 36 | 38 | 11 | 14 | 13 | 34 | 42 | -8  |
|  | 13. | Deportivo La Coruña | 36 | 38 | 13 | 10 | 15 | 52 | 60 | -8  |
|  | 14. | Atlético Madrileño  | 35 | 38 | 12 | 11 | 15 | 37 | 45 | -8  |
|  | 15. | Real Oviedo         | 34 | 38 | 9  | 16 | 13 | 44 | 45 | -1  |
|  | 16. | Bilbao Athletic     | 34 | 38 | 12 | 10 | 16 | 44 | 52 | -8  |
|  | 17. | Salamanca UDS       | 33 | 38 | 12 | 9  | 17 | 39 | 37 | +2  |
|  | 18. | Granada             | 33 | 38 | 12 | 9  | 17 | 32 | 46 | -14 |
|  | 19. | Calvo Sotelo        | 30 | 38 | 10 | 10 | 18 | 34 | 48 | -14 |
|  | 20. | Lorca Deportiva     | 29 | 38 | 10 | 9  | 19 | 23 | 59 | -36 |

## Verdetti
- Las Palmas,  Cadice e  Celta Vigo promosse in Primera División 1985-1986.
- Salamanca UDS,  Granada,  Calvo Sotelo e  Lorca Deportiva retrocesse in Segunda División B 1985-1986.